# Challenger de Piracicaba 2025
El torneo Brasil Tennis Challenger 2025 fue un torneo de tenis perteneció al ATP Challenger Tour 2025 en la categoría Challenger 75. Se trató de la 3.ª edición, que tuvo lugar en la ciudad de Piracicaba (Brasil), desde el 27 de enero hasta el 6 de febrero de 2025 sobre pista de tierra batida al aire libre.

## Jugadores participantes del cuadro de individuales
| Preclasificado | País                 | Jugador                 | Rank1 | Posición en el torneo    |
| 1              | Bandera de Argentina | Camilo Ugo Carabelli    | 94    | Cuartos de final, retiro |
| 2              | Bandera de Argentina | Federico Coria          | 96    | Cuartos de final         |
| 3              | Bandera de Bolivia   | Hugo Dellien            | 123   | Semifinales              |
| 4              | Bandera de Colombia  | Daniel Elahi Galán      | 128   | Segunda ronda            |
| 5              | Bandera de Brasil    | Felipe Meligeni Alves   | 148   | Primera ronda            |
| 6              | Bandera de Argentina | Román Andrés Burruchaga | 151   | CAMPEÓN                  |
| 7              | Bandera de Brasil    | Gustavo Heide           | 175   | Semifinales              |
| 8              | Bandera de Bolivia   | Murkel Dellien          | 184   | Primera ronda            |

- 1 Se ha tomado en cuenta el ranking del 13 de enero de 2024.

### Otros participantes
Los siguientes jugadores recibieron una invitación (wild card), por lo tanto ingresan directamente al cuadro principal (WC):
- João Lucas Reis da Silva
- Eduardo Ribeiro
- Pedro Sakamoto

Los siguientes jugadores ingresan al cuadro principal tras disputar el cuadro clasificatorio (Q):
- Valerio Aboian
- Maxime Chazal
- Àlex Martí Pujolràs
- Lautaro Midón
- Nikolás Sánchez Izquierdo
- Joel Schwärzler

## Campeones

### Individual Masculino
- Román Andrés Burruchaga derrotó en la final a  Facundo Mena por 7–6(8), 6–7(6), 7–6(4)

### Dobles Masculino
- ARG}} Guido Andreozzi /  Orlando Luz derrotaron en la final a  Marcelo Demoliner /  Fernando Romboli por 6–7(4), 6–2, [11–9]